# 守恒
守恒（もりつね）は、福岡県北九州市小倉南区の地名。狭義では守恒、守恒本町、星和台、山手、葉山町を中心とするが近隣の徳力新町や北方5丁目周辺を含めるケースもある。

## 地理・概要
小倉南区北西部の国道322号を挟む丘陵地域にあり、北九州モノレールで小倉駅からおよそ12分で到着する。
かつては「森津根」と呼ばれる森林地帯であったが、日本住宅公団（現・都市再生機構）により徳力団地が建設されたことを契機として宅地開発が進められ、国道322号旧道の西側は1973年から99年に渡り行われた徳力土地区画整理事業と北九州モノレールの整備により計画的に住宅やマンションが林立。東側は山を切り開いて開発され、1979年10月に開業したニチイ徳力店（現：マルショク新守恒店）と1980年7月に開業した徳力アピロス（現・サンリブもりつね）の2つの商業施設を中軸に発展していったが、乱開発のために起伏が激しくなっている。
モノレール開業とそれに伴う国道322号のバイパス整備で小倉市街へのアクセスが飛躍的に向上すると、転勤により転入してきた富裕層が多く居住する人気の地域となった。徳力団地との違いは、世帯向け分譲団地や賃貸マンションが多く立ち並ぶ点が共通する一方で、市内において特に治安が良い点、校区の学力が高く教育に向いている点、家賃水準が高く富裕層向けという点である。

## 狭義守恒地区の主要施設等
商業施設などは、交通利便が良いモノレール沿いや国道沿いにほぼ集中し、山手側は住宅や公共施設が中心となっている。

### モノレールとその西側
- 東和病院
- グッデイ 小倉南店
- 北九州モノレール守恒駅
- リンガーハット 小倉徳力店
- ケンタッキーフライドチキン 北九州徳力店
- メガネの三城 徳力店
- ドラッグコスモス 徳力店
- TSUTAYA 徳力店
- ドコモショップ 徳力店

### モノレール東側から国道322号旧道沿い
- ベスト電器 徳力店
- 全教研 エコール守恒
- 英進館守恒校
- ガスト 徳力店
- ブックオフ 守恒店
- 小倉守恒本町郵便局
- 北九州銀行 守恒支店（所在地名は日の出町）
- ナフコ 徳力店
- サンリブもりつね
- 西日本シティ銀行 守恒中央支店

### 山手側・入口
- マルショク 新守恒店
- コナミスポーツクラブ徳力
- 福岡銀行 守恒支店
- 北九州市守恒市民センター
- 小倉守恒郵便局
- 北九州市立守恒小学校
- 北九州市立守恒中学校
- 小倉南警察署守恒交番

## 周辺地区の主要施設等
- 小倉競馬場
- 北九州自動車運転免許試験場
- 北九州市立大学